# Ува (провинция)
Ува е една от 9-те провинции на Шри Ланка. Населението ѝ е 1 259 218 жители (2011), а площта – 8448 km2. Намира се в часова зона UTC+05:30. Официални езици са синхалски и тамилски.